# 天门岭之战
天門嶺之戰，是698年武周的契丹族将领李楷固和粟末靺鞨族首領大祚荣在天門嶺的战役。结果是靺鞨胜利，奠定了渤海國的建國基礎。
高句丽灭亡后，大祚荣随其父舍利乞乞仲象徙居营州。696年五月，契丹李尽忠、孙万荣杀营州都督赵文翙反抗武周，乞乞仲象和白山靺鞨首领乞四比羽及高句丽馀部度辽水东徙，保太白山之东北，阻奥娄河，树壁自固。尽管武则天采取姑息政策，封乞四比羽为许国公，乞乞仲象为震国公，赦免其罪。但是乞四比羽拒不受命，698年，武则天命玉钤卫大将军李楷固、中郎将索仇将其击斩。乞乞仲象病死，大祚荣兼并乞四比羽部众，继续反抗武周军队。李楷固引兵过天门岭，追击大祚荣。大祚荣反击，李楷固大败，仅以身免。
大祚荣帅其众东据东牟山，其统治之地方圆二千里，十馀万户，胜兵数万人，自称振国王（渤海国的前身，振国王的称号来源于武则天对大作荣父亲大仲象所册封的震国公），附于后突厥。